# 霍姆斯城 (明尼蘇達州)
霍姆斯城（英語：Holmes City）是位於美國明尼蘇達州道格拉斯縣的一個非建制地區，位處縣治亞歷山德里亞西南9英里（14）。

## 歷史
霍姆斯城的郵局於1868年運營至今。此地得名自早期定居者托馬斯·霍姆斯（Thomas Holmes）。

## 地理
霍姆斯城所處的海拔為高於海平面423米（即1388英呎），而該地所採用的時區為UTC-6，即北美中部時區（CST）。同時該地設有夏令時間，為UTC-6調快一小時，即UTC-5（CDT）。